# Юкар
Юкар (ユカㇻ) — айнські саги, які формують давню багату традицію усної літератури. У давніші часи епоси виконували як чоловіки, так і жінки; протягом 19-го та початку 20-го століть, коли культура айнів занепала, жінки були найбільш вправними виконавцями. Традиційні оповідання описують плавучі світи з «айну мосір» (Ainu mosir), або землею людей (на відміну від «камуй мосір» (kamuy mosir), землі богів), що лежить на спині риби, рухи якої спричиняють землетруси.

## Історія перекладу
Професор Кьосуке Кіндаіті збирав юкар та перекладав їх японською мовою.
У серпні 2006 року газета «Асахі Сімбун» повідомила у своїй статті, що Управління культури Японії (Бункачо) припиняє фінансування проекту з перекладу та транскрипції збірок юкар Імекану до 2007 фінансового року, Зошити Каннарі Мацу (金成マツノート, Kan-nari Matsu Nōto), яка складається з 92 оповідань юкар, написаних ромадзі, причому десяте оповідання було втрачено, а 49 оповідань залишилися неперекладеними. Кажуть, що зупинка була пов'язана зі смертю Каяно Сігеру у травні 2006 року.
У 1999 році багатонаціональна група освітян і перекладачів заснувала «Проект U-e-peker» з наміром зробити більше айнських народних казок доступними англійською мовою. Вони створили англійські версії двох книг Каяно під назвами «Айни: Історія самобутнього народу Японії» (Tuttle Publishing 2004) та «Айну і Лис» (RIC Publications 2006). Серед майбутніх проектів — книжки-ілюстрації англійськтх версій юкар, записані айнською мовою Shin'yōshū (アイヌ神謡集), антологія історій з усної традиції айнів, які вперше були записані та перекладені японською мовою Юкіе Тірі (1903—1922), племінницею Каннарі Мацу, неоціненною помічницею Кіндаіті, доки вона не померла у віці 19 років.
Серед книг, які розповідають про епічні пісні айнів англійською мовою, є «Ainu Shin'yōshū» Юкіе Тірі, перекладена Сарою М. Стронг у 2011 році та Бенджаміном Петерсоном з Project Okikirmui у 2013 році, а також «Пісні богів, пісні людей: Епічна традиція айнів» Дональда Л. Філіппі. Збірка «Проекту Окікірмуй» містить 13 юкар, тоді як Філіппі перекладає 35 епічних творів, усі вони були записані жінками, більшість з яких — Імекану. Текст Стронґа містить тринадцять юкар айнського епосу Shin'yōshū, а також оригінальну передмову Тірі та інформацію про її робочі стосунки з Кіндаіті. Айнський епос «Кутуне Сірка» є основним прикладом стилю юкар.

## Поширені теми в наративах юкар
Торгівля та смерть батьків — дві поширені теми в юкар.

### Торгівля
Торгівля відбувалася між айнами та вадзінами, тобто етнічними японцями. Торгівля між обома сторонами тривала з 14 століття до середини 19 століття. Ця довготривала торгівля з вадзінами стає спільною темою в оповіді юкар. Торговельна діяльність пов'язана з різноманітними ризиками, включаючи конфлікти з іноземцями, напади ворогів, що вторгаються з глибини країни, та неприємності у місті вадзінів. Мовою айнів торгівля з вадзінами називається «уймам». Торгівля між айнами та вадзінами розпочалася як торгівля дружби. Однак ці відносини змінилися, коли вадзіни прагнули контролювати і керувати айнами через торгівлю.
Існує два сюжети історій про торгівлю:
1. Сюжет про труднощі у торгівлі. Йдеться про героїв, які зіткнулися з проблемою у місті вадзінів. Однак героям вдається подолати ці труднощі і врешті-решт стати багатими.
2. Сюжет про торговельне вбивство". Героїв вбивають у місті вадзінів.

Обидва сюжети розповідають про ризик і небезпеку, пов'язані з торгівлею. Різниця полягає в тому, чи можуть головні герої вирішити ці проблеми. У першій історії фінал історії показує, що всі проблеми вирішуються, і герої живуть довге життя. Вони стають багатими та успішними. У другій моделі деякі з ключових персонажів історії гинуть. Один герой виживає і несе відповідальність за продовження їхнього роду.

### Смерть батьків
Ще одна тема в юкар — смерть батьків. В епічних історіях герої втрачають обох батьків у ранньому віці. В айнській культурі ці герої виживають самостійно або за допомогою богів. Коли сирота виростає, його вчинок — розпочати торгівлю з чужинцями — вважається в юкар героїчним. Небезпека від торгівлі тісно пов'язана в юкар зі смертю батьків

### «Історія про бога-вовка, який врятував Пона Отасутункура та його сина»
Юкар «Історія про бога-вовка, який врятував Пона Отасутункура та його сина» розкриває теми торгівлі та смерті батьків. Вона ілюструє зв'язок між двома темами — ризиками торгівлі та смертю батьків.
Головний герой Пон Отастункур — сирота. Його виховує в селі старий чоловік, який насправді є богом-вовком. Коли Пон Отастункур стає достатньо дорослим, бог-вовк приводить його до міста вадзінів для ведення торгівлі. Дочка правителя міста вадзінів закохується в Пона Отастунку і виходить за нього заміж. Вони залишають місто вадзінів і разом повертаються до села. Одного дня люди з іншого села починають війну з Поном Отастункуром, щоб вкрасти його гроші, отримані від торгівлі з вадзінами. На жаль, Пон Отастункур і його дружина гинуть у цій битві. Їхній син втрачає обох батьків і повторює долю свого батька. Той самий бог-вовк воскрешає сина Пона Отастункура і приводить його до міста вадзінів для ведення торгівлі. Наприкінці історії вони успішно рятують і відновлюють село від руйнувань

## Зображення тварин і природи
Усі оповідання юкар ведуться від першої особи. Деякі історії описують світ з точки зору тварин, таких як сови, вовки та лисиці. Окрім тварин, в оповіді можуть брати участь усі природні об'єкти, зокрема річки, долини та моря. Розповідь від першої особи про тварин і природу свідчить про потужну уяву айнів.
Спостереження і творення природи в літературі випливають з їхнього багаторічного досвіду полювання, збирання та риболовлі в природі. Це дуже відрізняється від західного наукового погляду на світ природи, який є відстороненим і об'єктивним. Айни спочатку беруть участь у природі, а потім зображують істот, яких вони бачать, і середовище їхнього життя. В оповіді юкар повторювана ритмічна фраза імітує крик, вереск, гризоту або ковзання духів тварин. Вона також імітує поведінку, наприклад, змії, що рухається по траві. Речитатива Хіраме Карепіа юкара (духу лисиці) хіроннупу камуї (chironnupu kamui) має рефрен, який починається зі звуку «пау». Це традиційна ономатопоетична презентація лисячого крику в культурі айнів.